# Николаев, Михаил Николаевич
Михаил Николаевич Николаев (8 марта 1902, Вязка, Санкт-Петербургская губерния — декабрь 1979, Бегуницы, Ленинградская область) — скотник-пастух молочного племенного совхоза «Гомонтово» Министерства совхозов СССР, Волосовский район Ленинградской области, Герой Социалистического Труда.

## Биография
Михаил Николаевич Николаев родился 8 марта 1902 года в деревне Вязка Лужского уезда (ныне — в Плюсском районе Псковской области).
Рано остался сиротой. Был усыновлен крестьянской семьей. В 1931 г. одним из первых в своей деревне вступил в колхоз «Путь Ленина». Работал в растениеводстве, пас скот. В 1935 г. переехал с семьей в совхоз «Плюсса». Отсюда ушёл в Красную Армию. Участник Великой Отечественной войны. Награждён несколькими боевыми медалями.
После демобилизации приехал в совхоз «Гомонтово». С 1947 г. — пастух-скотник дойного стада. В 1949 г. за высокие показатели по надою молока ему присвоено звание Героя Социалистического Труда.

## Награды
- Медали, в том числе:
  - «За оборону Сталинграда» (22.12.1942)[2]
  - «За боевые заслуги» (29.4.1945)[3]
  - «За победу над Германией» (9.5.1945)[4]
- звезда «Серп и Молот» Героя Социалистического Труда и орден Ленина (1949)